# 掃守王
掃守王（かにもりおう、生没年不詳）は、奈良時代の皇族。官位は従四位下・摂津大輔。

## 経歴
孝謙朝末の天平勝宝9歳（757年）無位から従五位下に直叙されていることから三世王と想定される。
天平宝字8年（764年） 正月に典薬頭に任ぜられる。同年9月に発生した藤原仲麻呂の乱での動静は伝わらないが、罰せられたあるいは昇進した形跡がないことから、乱に関与せず静観したか。のち、大炊頭を務め、神護景雲3年（769年）全国の諸社に神服を奉った際、掃守王は藤原雄田麻呂とともに伊勢太神宮使を務めた。
宝亀元年（770年）10月に光仁天皇の即位に伴い従五位上に昇叙され、12月には大蔵大輔に任ぜられる。光仁朝では宝亀4年（773年）正五位下、宝亀7年（776年）正五位上、宝亀9年（778年）従四位下と順調に昇進する傍ら、宮内大輔・摂津大輔を歴任した。

## 官歴
『続日本紀』による。
- 天平勝宝9歳（757年） 5月20日：従五位下（直叙）
- 天平宝字8年（764年） 正月21日：典薬頭
- 神護景雲3年（769年） 2月16日：見大炊頭
- 宝亀元年（770年） 10月1日：従五位上。10月23日：大炊頭。12月28日：大蔵大輔
- 宝亀3年（772年） 11月9日：宮内大輔
- 宝亀4年（773年） 2月23日：正五位下
- 宝亀5年（774年） 3月5日：摂津大輔
- 宝亀7年（776年） 正月7日：正五位上
- 宝亀9年（778年） 8月22日：従四位下

## 系譜
- 父：不詳
- 母：不詳
- 生母不詳の子女
  - 男子：小月王[2]
  - 女子：乙訓女王[3] - 藤原蔵下麻呂室